# Амбасадори
Амбасадори су били популарна поп група из  Сарајева, Босне и Херцеговине,  Југославије у периоду од 1968. до 1989. године.
У групи су у различитим периодима свирали Срђан Стефановић, Слободан Вујовић, Роберт Ивановић, Енес Бајрамовић, Владо Правдић, Андреј Стефановић, Крешимир Влашић...
Током времена у групи су певали: Здравко Чолић, Хајрудин Варешановић, Јасна Госпић и Исмета Дервоз.
Група је учествовала на фестивалу "Песма Евровизије 1976." године са песмом „Не могу скрити своју бол“.
Најпознатији хитови: „Дођи у пет до пет“ и „Земљо моја“.

## Фестивали
Ваш шлагер сезоне, Сарајево:
- Плачем за твојим уснама, '71 (вокал Здравко Чолић)
- Поноћна серенада, '72 (вокал Исмета Дервоз - Крвавац)
- Срце те жели, '73 (вокал Исмета Дервоз - Крвавац)
- Негдје на неком мору, '74 (вокал Исмета Дервоз - Крвавац), четврто место
- Земљо моја, '75, (вокал Исмета Дервоз - Крвавац), награда за интерпретацију
- Усне имам да га љубим, '76 (вокал Исмета Дервоз - Крвавац), награда за текст
- Дођи у 5 до 5, '77 (вокал Јасна Госпић), четврто место
- Имам један страшан план, '78 (вокал Јасна Госпић)
- Баш би било добро, '79 (вокал Хајрудин Хари Варешановић)
- Никад, никад ти нећеш знати, '80 (вокал Хајрудин Хари Варешановић)
- Видимо се сутра, '81 (вокал Хајрудин Хари Варешановић)

Скопље:
- Свирај ми, свирај, '72 (вокал Исмета Дервоз - Крвавац), награда за најбољег младог интерпретатора
- Празен е мојот дом, '74 (вокал Исмета Дервоз - Крвавац)

Опатија:
- Као ријека, '73 (вокал Исмета Дервоз - Крвавац)
- Лијепе ријечи, '74 (вокал Исмета Дервоз - Крвавац)
- Буди с њом, '75 (вокал Исмета Дервоз - Крвавац)
- Не могу скрити своју бол, '76, друга награда публике / Евросонг, (вокал Исмета Дервоз - Крвавац), 17. место
- Не тражи ме, '79 (вокал Јасна Госпић)

Сплит:
- Три бијела круга, '78 (вокал Јасна Госпић)

Загреб:
- Открићу ти једну важну ствар, '78 (вокал Јасна Госпић)

Југословенски избор за Евросонг:
- Када љубав умире (вокал Јелена Џоја), седмо место, Нови Сад '89